# Pityrogramma
Pityrogramma is een geslacht met ongeveer vijftig soorten tropische varens uit de lintvarenfamilie (Pteridaceae).
Pityrogramma-soorten worden gekenmerkt door het meealchtige poeder dat de onderzijde van de bladen bedekt.
Het geslacht komt vooral voor in tropische zones van de Midden- en Zuid-Amerika, enkele soorten zijn ook in Afrika te vinden.

## Naamgeving
- Synoniemen: Argyria Fée (1850-52), Calomelanos Presl (1836), Cerogramme Diels (1899), Ceropteris Link (1841), Chrysodia Fée (1850-52), Neurogramma (Presl) Link (1841), Oligolepis Domin (1928), Trichophylla Domin (1928), Trismeria Fée (1852)

- Engels: Silverback fern, goldback fern

## Kenmerken
Pityrogramma zijn terrestrische of lithofytische varens met rechtopstaande, onvertakte rizomen bezet met bruine schubben. De tot 150 cm lange eenvormige bladen staan in dichte bundels, de bladsteel is roodbruin tot zwart, onbehaard, in de lengte gegroefd, met aan de basis twee of drie vaatbundels.

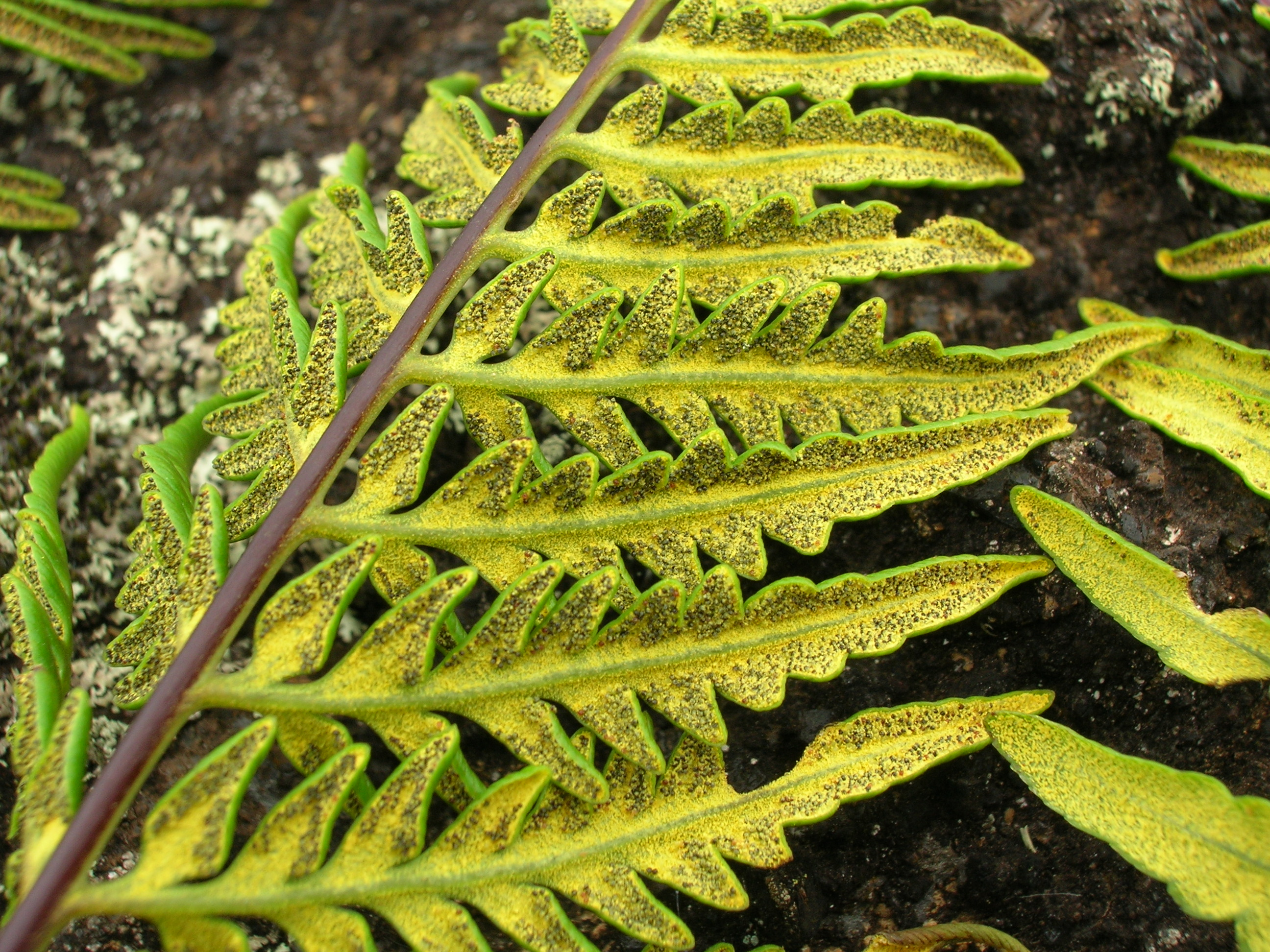
Pityrogramma austroamericana, met verspreid liggende sporenhoopjes tussen het meelachtige poeder aan de onderzijde van de bladen.

De bladen zijn lijnlancetvormig tot ovaal of langgerekt driehoekig van vorm, één- tot viermaal gedeeld, aan de bovenzijde glad en ongestreept, aan de onderzijde bedekt met een wit of geel meelachtig poeder, soms bezet met haren. De bladslipjes zijn al dan niet gesteeld, lijnvormig tot smal driehoekig, de bladrand gaaf of gelobd, niet of nauwelijks naar onder omgekruld zoals bij de meeste lintvarens.
De sporenhoopjes liggen verspreid tussen de nerven op de onderzijde van de blaadjes. Er is geen dekvliesje.

## Taxonomie
Het geslacht telt naargelang de bron twintig tot vijftig soorten. De typesoort is Pityrogramma chrysophylla.

### Soortenlijst
- Pityrogramma adiantoides (H. Karst.) Domin (1928)
- Pityrogramma amgibua Domin (1942)
- Pityrogramma argentea (Willd.) Domin (1928)
- Pityrogramma aurantiaca (Hier.) C. Chr. (1934)
- Pityrogramma aurea (Willd.) C. Chr.
- Pityrogramma austroamericana Domin (1928)
- Pityrogramma ballivianii (Rosenst.) Domin (1928)
- Pityrogramma calomelanos (L.) Link (1833)
- Pityrogramma chamaesorbus Domin (1928)
- Pityrogramma chrysoconia (Desv.) Maxon ex Domin (1928)
- Pityrogramma chrysophylla (Sw.) Link (1833)
- Pityrogramma dealbata (C. Presl) R.M. Tryon (1962)
- Pityrogramma dukei Lellinger (1977)
- Pityrogramma ebenea (L.) Proctor (1965)
- Pityrogramma eggersii (Christ) Maxon (1922)
- Pityrogramma elongata (C. Chr.) Pichi-Serm. (1983)
- Pityrogramma ferruginea (Kunze) Maxon (1913)
- Pityrogramma galapagoensis Domin (1942)
- Pityrogramma guatemalensis Domin (1928)
- Pityrogramma humbertii C. Chr. (1932)
- Pityrogramma hybrida Domin (1928)
- Pityrogramma insularis Domin (1926)
- Pityrogramma jamaicensis Domin (1941)
- Pityrogramma jamesonii (Baker) Domin
- Pityrogramma lanata Klotzsch ex A. Braun (1854)
- Pityrogramma lehmannii (Hieron.) R. Tryon (1962)
- Pityrogramma martinicensis Domin (1942)
- Pityrogramma ochracea (C. Presl) Domin (1928)
- Pityrogramma ornithopteris (Klotzsch) Maxon ex R. Knuth (1926)
- Pityrogramma pallida (Weath.) K.A. Grant & V.E. Grant (1960)
- Pityrogramma pearcei (T. Moore) Domin (1928)
- Pityrogramma perelegans Domin (1928)
- Pityrogramma peruviana (Desv.) Maxon (1913)
- Pityrogramma praestantissima Domin (1928)
- Pityrogramma presliana Domin (1928)
- Pityrogramma pulchella (Linden) Domin (1928)
- Pityrogramma rupicola Pichi-Serm. (1972) publ. (1973)
- Pityrogramma schaffneri (Fée) Weath. (1936)
- Pityrogramma schizophylla (Bak.) Maxon (1922)
- Pityrogramma subnivalis Domin (1929)
- Pityrogramma sulphurea (Sw.) Maxon (1913)
- Pityrogramma tartarea (Cav.) Maxon (1913)
- Pityrogramma triangularis (Kaulf.) Maxon (1913)
- Pityrogramma triangulata (Jenm.) Maxon (1913)
- Pityrogramma trifoliata (L.) R. Tryon (1962)
- Pityrogramma tripinnata Domin (1928)
- Pityrogramma viscosa (Nutt. ex D.C. Eaton) Maxon (1913)
- Pityrogramma williamsii Proctor (1965)